# Sophie Caldwell Hamilton
Sophie Caldwell Hamilton (gebürtig Caldwell; * 22. März 1990 in Rutland, Vermont) ist eine ehemalige US-amerikanische Skilangläuferin.

## Werdegang
Caldwell nahm bis 2012 vorwiegend an Wettbewerben der US-Super Tour und des Nor-Am Cup teil. Bei den US-amerikanischen Skilanglaufmeisterschaften 2011 in Rumford gewann sie Silber im Sprint. Ihr erstes Weltcuprennen lief sie im Dezember 2012 in Québec, welches sie mit dem 14. Platz im Sprint beendete und damit ihre ersten Weltcuppunkte holte. Bei den US-amerikanischen Skilanglaufmeisterschaften 2013 in Midway holte sie Silber im Sprint und Bronze über 20 km klassisch. Bei den nordischen Skiweltmeisterschaften 2013 im Val di Fiemme belegte sie den 20. Platz im Sprint. In der Weltcupsaison 2013/14 erreichte sie in Davos mit dem neunten Platz ihre ersten Top-Zehn-Platzierung im Weltcup. Bei den Olympischen Winterspielen 2014 in Sotschi belegte sie den sechsten Rang im Sprint und den siebten Platz im Teamsprint. Im März 2014 konnte sie im Sprintwettbewerb in Lahti mit dem dritten Platz ihren ersten Podestplatz im Weltcup erreichen. Die Weltcupsaison beendete sie auf dem 23. Platz in der Gesamtwertung und auf dem achten Platz in der Sprintwertung. Bei den nordischen Skiweltmeisterschaften 2015 in Falun belegte sie den zehnten Rang im Sprint und den achten Platz im Teamsprint. Nach zwei Top-Zehn-Platzierungen zu Beginn der Saison 2015/16 bei Sprintweltcups in Davos und in Toblach, holte sie bei der Tour de Ski 2016, die sie vorzeitig beendete, im Sprint in Oberstdorf ihren ersten Sieg im Weltcup. Im Januar 2016 kam sie mit dem zweiten Platz mit der Staffel beim Weltcup in Nové Město erneut aufs Podest. Ihre beste Platzierung bei der Ski Tour Canada, die sie vorzeitig beendete, war der zehnte Platz bei der Sprintetappe in Québec. Die Saison beendete sie auf dem 27. Platz im Gesamtweltcup und dem siebten Rang im Sprintweltcup. Im Sommer 2016 belegte sie beim Australia/New-Zealand-Cup in Snow Farm im Sprint und im 10-km-Massenstartrennen jeweils den dritten Platz. In der Weltcupsaison 2016/17 kam sie im Einzelsprint dreimal unter die ersten Zehn. Im Januar 2017 siegte sie beim Alpencup in Planica im Sprint. Im folgenden Monat errang sie beim Weltcup in Pyeongchang zusammen mit Ida Sargent den dritten Platz im Teamsprint. Beim Saisonhöhepunkt den nordischen Skiweltmeisterschaften 2017 in Lahti wurde sie Sechste im Sprint. Zum Saisonende kam sie beim Weltcup-Finale in Québec auf den 36. Platz in der Gesamtwertung und erreichte den 33. Platz im Gesamtweltcup und den 11. Rang im Sprintweltcup. Nach Platz 39 beim Ruka Triple zu Beginn der Saison 2017/18, belegte sie bei der Tour-de-Ski-Etappe in der Lenzerheide den zweiten Platz im Sprint. Es folgten dritte Plätze im Sprint und im Teamsprint in Dresden und ein Sieg im Sprint in Seefeld in Tirol. Bei den Olympischen Winterspielen 2018 in Pyeongchang wurde sie Achte im Sprint und Fünfte mit der Staffel. Zum Saisonende errang sie den 36. Platz beim Weltcupfinale in Falun und erreichte abschließend den 19. Platz im Gesamtweltcup und den dritten Rang im Sprintweltcup.
In der Saison 2018/19 kam Caldwell sechsmal im Weltcupsprint unter die ersten Zehn, darunter dreimal auf den zweiten Platz und errang damit den 21. Platz im Gesamtweltcup und den vierten Platz im Sprintweltcup. Ende Januar 2019 siegte sie bei der US Super Tour in Lake Placid im Sprint und belegte über 5 km Freistil den zweiten Platz. Beim Saisonhöhepunkt, den nordischen Skiweltmeisterschaften 2019 in Seefeld in Tirol, lief sie auf den 29. Platz über 10 km klassisch und auf den 14. Rang im Sprint. Zu Beginn der Saison 2019/20 errang sie in Davos den dritten Platz im Sprint und in Lillehammer den zweiten Rang mit der Staffel. Es folgten vier Top-Zehn-Platzierungen im Sprint und der 44. Rang bei der Skitour. Sie errang damit den sechsten Platz im Sprintweltcup. Nach Platz 57 beim Ruka Triple zu Beginn der Saison 2020/21, wurde sie in Davos Fünfte und in Dresden Zweite im Sprint und errang zum Saisonende den 32. Platz im Gesamtweltcup und den zehnten Platz im Sprintweltcup. Bei den nordischen Skiweltmeisterschaften 2021 in Oberstdorf lief sie auf den 29. Platz im Sprint. Nach der Saison beendete sie ihre Karriere.

## Erfolge

### Siege bei Weltcuprennen

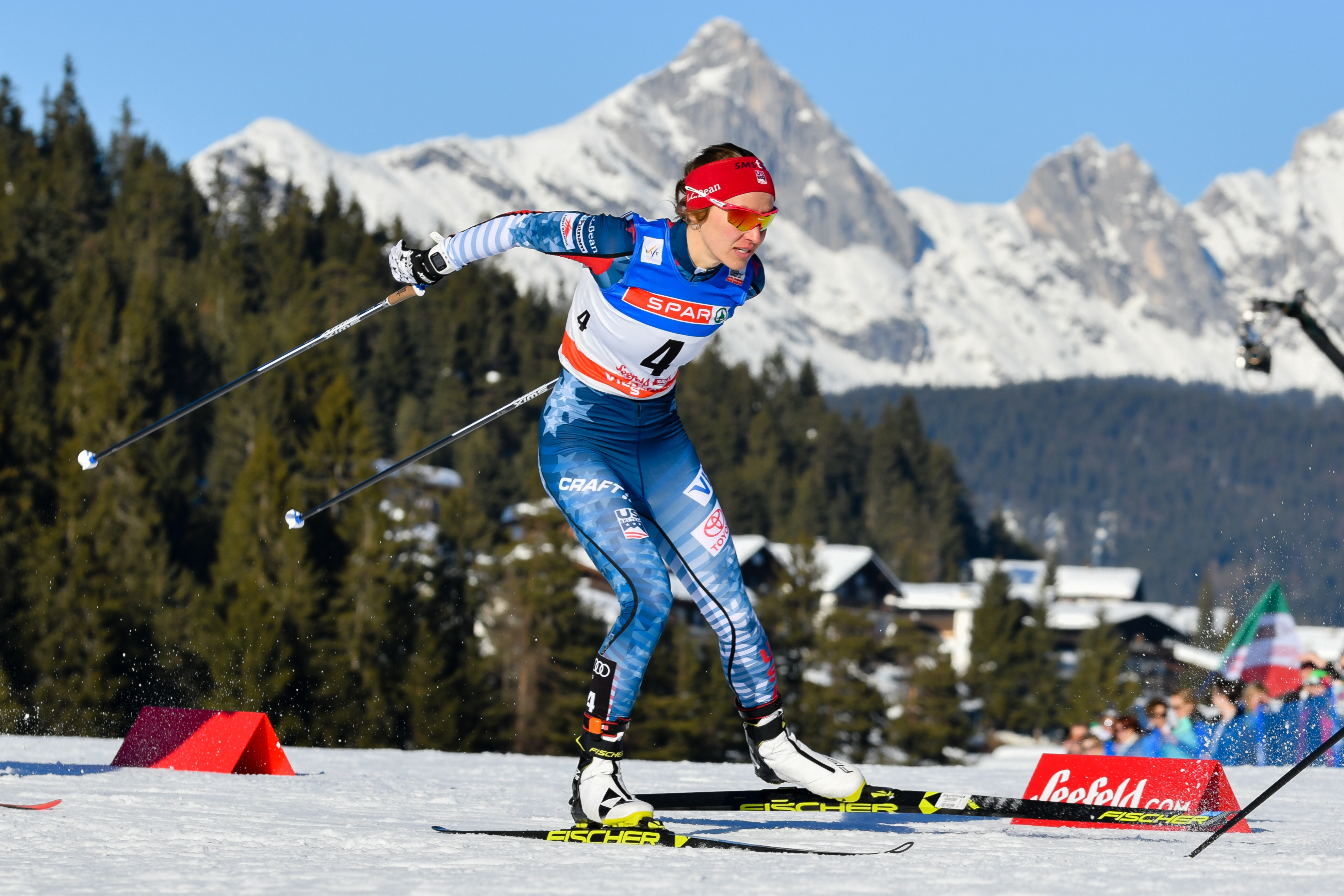
Sophie Caldwell Hamilton bei ihrem Sieg in Seefeld in Tirol am 27. Januar 2018

#### Weltcupsiege im Einzel
| Nr. | Datum           | Ort              | Disziplin              |
| --- | --------------- | ---------------- | ---------------------- |
| 1.  | 27. Januar 2018 | Seefeld in Tirol | 1,1 km Sprint Freistil |

#### Etappensiege bei Weltcuprennen
| Nr. | Datum          | Ort        | Disziplin               | Rennen           |
| --- | -------------- | ---------- | ----------------------- | ---------------- |
| 1.  | 5. Januar 2016 | Oberstdorf | 1,2 km Sprint klassisch | Tour de Ski 2016 |

### Siege bei Continental-Cup-Rennen
| Nr. | Datum             | Ort                     | Disziplin        | Serie                     |
| --- | ----------------- | ----------------------- | ---------------- | ------------------------- |
| 1.  | 8. September 2017 | Snow Farm               | Sprint klassisch | Australia/New Zealand Cup |
| 2.  | 15. Dezember 2017 | St. Ulrich am Pillersee | Sprint Freistil  | Alpencup                  |
| 3.  | 5. September 2018 | Snow Farm               | Sprint Freistil  | Australia/New Zealand Cup |
| 4.  | 26. Januar 2019   | Lake Placid             | Sprint klassisch | US Super Tour             |

## Teilnahmen an Weltmeisterschaften und Olympischen Winterspielen

### Olympische Spiele
- 2014 Sotschi: 6. Platz Sprint Freistil, 7. Platz Teamsprint klassisch, 30. Platz 10 km klassisch
- 2018 Pyeongchang: 5. Platz Staffel, 8. Platz Sprint klassisch

### Nordische Skiweltmeisterschaften
- 2013 Val di Fiemme: 20. Platz Sprint klassisch
- 2015 Falun: 8. Platz Teamsprint Freistil, 10. Platz Sprint klassisch
- 2017 Lahti: 6. Platz Sprint Freistil
- 2019 Seefeld in Tirol: 14. Platz Sprint Freistil, 29. Platz 10 km klassisch
- 2021 Oberstdorf: 29. Platz Sprint klassisch

## Platzierungen im Weltcup

### Weltcup-Statistik
Die Tabelle zeigt die erreichten Platzierungen im Einzelnen.
- 1.–3. Platz: Anzahl der Podiumsplatzierungen
- Top 10: Anzahl der Platzierungen unter den ersten zehn
- Punkteränge: Anzahl der Platzierungen innerhalb der Punkteränge
- Starts: Anzahl gelaufener Rennen in der jeweiligen Disziplin
- Hinweis: Bei den Distanzrennen erfolgt die Einordnung gemäß FIS.

| Platzierung         | Distanzrennen a | Distanzrennen a | Distanzrennen a | Distanzrennen a | Distanzrennen a | Skiathlon Verfolgung | Sprint | Etappen- rennen b | Gesamt | Team   | Team    |
| Platzierung         | ≤ 5 km          | ≤ 10 km         | ≤ 15 km         | ≤ 30 km         | > 30 km         | Skiathlon Verfolgung | Sprint | Etappen- rennen b | Gesamt | Sprint | Staffel |
| ------------------- | --------------- | --------------- | --------------- | --------------- | --------------- | -------------------- | ------ | ----------------- | ------ | ------ | ------- |
| 1. Platz            |                 |                 |                 |                 |                 |                      | 2      |                   | 2      |        |         |
| 2. Platz            |                 |                 |                 |                 |                 |                      | 5      |                   | 5      |        | 2       |
| 3. Platz            |                 |                 |                 |                 |                 |                      | 3      |                   | 3      | 2      |         |
| Top 10              | 1               |                 |                 |                 |                 |                      | 38     |                   | 39     | 10     | 3       |
| Punkteränge         | 1               | 3               |                 |                 |                 | 3                    | 71     |                   | 78     | 14     | 5       |
| Starts              | 9               | 25              | 1               | 1               | 1               | 19                   | 83     | 9                 | 148    | 14     | 5       |
| Stand: Karriereende |                 |                 |                 |                 |                 |                      |        |                   |        |        |         |

### Weltcup-Gesamtplatzierungen
| Saison  | Gesamt | Gesamt | Distanz | Distanz | Sprint | Sprint |
| Saison  | Punkte | Platz  | Punkte  | Platz   | Punkte | Platz  |
| ------- | ------ | ------ | ------- | ------- | ------ | ------ |
| 2012/13 | 26     | 87.    | –       | –       | 26     | 53.    |
| 2013/14 | 280    | 23.    | 43      | 47.     | 237    | 8.     |
| 2014/15 | 110    | 53.    | –       | –       | 110    | 20.    |
| 2015/16 | 307    | 27.    | 4       | 75.     | 303    | 7.     |
| 2016/17 | 201    | 33.    | –       | –       | 201    | 11.    |
| 2017/18 | 419    | 19.    | 23      | 61.     | 396    | 3.     |
| 2018/19 | 371    | 21.    | –       | –       | 371    | 4.     |
| 2019/20 | 348    | 25.    | 10      | 69.     | 338    | 6.     |
| 2020/21 | 171    | 32.    | –       | –       | 171    | 10.    |